# Landscheide
Landscheide település Németországban, Schleswig-Holstein tartományban. Lakosainak száma 254 fő (2023. december 31.).

## Népesség
A település népességének változása:
| Lakosok száma | 345  | 246  | 265  | 268  | 260  | 256  | 254  |
|               | 1975 | 2014 | 2017 | 2019 | 2021 | 2022 | 2023 |